# IC 1860
IC 1860 је елиптична галаксија у сазвјежђу Пећ која се налази на листи објеката дубоког неба у Индекс каталогу.
Деклинација објекта је - 31° 11' 23" а ректасцензија 2h 49m 33,7s. Привидна величина (магнитуда) објекта IC 1860 износи 12,4 а фотографска магнитуда 13,4. IC 1860 је још познат и под ознакама ESO 416-31, MCG -5-7-35, AM 0247-312, DRCG 42-23, PGC 10707.